# Количество
Коли́чество — категория, выражающая внешнее, формальное взаимоотношение предметов или их частей, а также свойств, связей: их величину, число, степень проявления того или иного свойства.

## История понятия
Первые попытки специального анализа проблемы количества восходят к пифагорейцам, которые изучали природу чисел.
Как особую категорию количество рассматривал Аристотель:

«Количеством называется то, что может быть разделено на составные части, каждая из которых, будет ли их две или несколько, является чем-то одним, данным налицо. То или другое количество есть множество, если его можно счесть, это — величина, если его можно измерить. Множеством при этом называется то, что в возможности (потенциально) делится на части не непрерывные, величиною, — то, что (делится) на части непрерывные»— Met. V, 13, 1020а 7-14; рус. пер., М., 1934
В связи с развитием естествознания и математики в истории нового времени проблема количества занимает особое место.
Р. Декарт рассматривал количество как реальную пространственную и временную определённость тел, которая выражается через число, меру, величину.

### В гегелевской и марксистской диалектике
По Гегелю, «количество» отличается от «качества» тем, что при качественном изменении вещь однозначно становится другой, а количественное изменение до поры до времени может и не превращать вещь в другую.
В работах классиков марксизма-ленинизма, категория «количество» рассматривается, прежде всего, в связи с установлением количественных (математических) закономерностей, связанных с качественными преобразованиями вещей.

«… Невозможно изменить качество какого-нибудь тела без прибавления или отнятия материи либо движения, то есть без количественного изменения этого тела» — Энгельс Ф., см. Маркс К. и Энгельс Ф., Соч., 2 изд., т. 20, с. 385

## В математике и физике
Каждая совокупность предметов есть некоторое множество. Если оно конечное, то его можно сосчитать. Всякий счёт состоит в повторённом полагании единицы. Например, число «40» является количественной характеристикой любого множества из 40 предметов, будут ли это люди или деревья. Следовательно, числа и величины оказываются формальной, внешней, по Гегелю, «равнодушной» стороной качественных отношений. Есть вещи большие и маленькие, длинные и короткие, есть движения быстрые и медленные, есть степень развития чего-либо высокая и низкая и так далее. Всё это можно измерить с помощью определённого эталона: метра, секунды и так далее.
С целью установления количественной определённости предмета сравниваются составляющие его элементы — пространственные размеры, скорость изменения, степень развития — с определённым эталоном как единицей счёта и измерения. Чем сложнее явление, тем труднее его подвергать изучению с помощью количественных методов (например, явления в сфере нравственности, политики, эстетического восприятия мира и тому подобное); в этих случаях прибегают к различного рода шкалам.
Процесс познания реального мира как исторически, так и логически совершается таким образом, что познание качества предшествует познанию количественных отношений. Наука движется от качественных оценок и описаний явлений к установлению количественных закономерностей.
Количество находится в единстве с качественной определённостью явлений, вещей, процессов; это единство составляет их меру. Изменение количественной определённости вещей до известного предела не затрагивает их качества. За этими пределами количественные изменения сопровождаются изменением качества.